# Friede von Värälä
Der Friede von Värälä beendete den Russisch-Schwedischen Krieg 1788–1790. Gustav III. von Schweden begann 1788 einen Krieg gegen Russland, in dem er neue Ländereien gewinnen wollte. Der Kriegsverlauf war für Schweden zunächst ungünstig. Der Adel wollte den Krieg nicht und opponierte; es kam zu Meutereien unter Gustavs Truppen. In einem Seesieg am 9. Juli 1790 konnte Schweden ein Drittel der russischen Flotte vernichten. Im Friedensschluss wird der Krieg am 14. August 1790 ohne territoriale Veränderung für beendet erklärt.